# Måttverktyg
Måttverktyg, eller mätverktyg, är ett verktyg för mätning av vinklar och lineära dimensioner samt för överföring av mått.

## Historia
De äldsta måttverktygen har hittats i ett Grekiskt vrak utanför den Italienska kusten.

## Typer av verktyg
Olika typer av måttverktyg är linjal, mikrometerskruv, måttband, skjutmått och tumstock.

### Måttstock, måttband och mäthjul
Det enklaste mätverktyget torde vara måttstocken, mätstickan, som förekommer i flera olika former från den enkla, odelade trälisten till den av bekvämlighetsskäl i flera ledade delar utförda meterstocken, tumstocken.
Måttstockar tillverkas av olika material, såsom trä (vanligen vitbok, buxbom eller rotting), stål, mässing, nysilver, ben, glas. Till denna typ av mätverktyg hör även måttbandet, "bandtrissan", som är utförd antingen av stålband med etsad gradering eller av tygband med invävda metalltrådar, för att det inte ska sträcka sig, samt med påtryckt gradering.
Ett instrument som används inom pannplåtslagerier med flera för längdmätning av buktiga ytor är mäthjulet, som består av en i en gaffel insatt vridbar cirkelrund skiva, på visst sätt graderad samt ibland även tandad längs periferin.

### Stick- och sträckmått
Vid mätningar har man att skilja på stickmått, varvid måttet jämnt innehålls emellan måttstockens ändytor, och sträckmått, varvid måttet avläses mellan delstreck på graderingen.

Krumcirkel av stål med kopparringar i låsleden

### Indirekt avläsning
Det är inte alltid det går att direkt med något av de ovan nämnda instrumenten avläsa eller sätta ut ett mått, och man måste då i stället använda indirekta metoder med hjälp av särskilda mätverktyg i olika utföranden och kombinationer, till exempel cirklar, tolkar, hakmått, stickmått, skjutmått och djupmått. Inom verkstäderna förekommer olika cirklar: stickcirkel (passare), fotcirkel och krumcirkel jämte en del kombinationer därav.
Stickcirkeln användes för uppmärkningsändamål, med andra ord för överflyttning av mått från måttstocken till arbetsstycket samt för uppritsning av cirklar på detsamma. Fot- och krumcirklar används för kontroll av arbetsstyckets mått, den förra för invändiga, den senare för utvändiga mått. För mätningar av stora mått begagnas stångcirkeln.
För finmätningar kan cirklarna inte användas, utan då begagnas de andra här ovan angivna instrumenten. De kan delas in i sådana med fixa och med variabla mått. Till första gruppen hör tolkar och hakmått. Ringtolk används för kontrollmätningar av cylindriska tappar och hål ,  cylindertolk och gängtolk används för mätning av skruvar och muttrar samt konustolk), som används för mätning av koniska tappar och hål.
För mätningar av föremål som är uppsatta i arbetsmaskin ha de så kallade hakmåtten konstruerats, varav kan nämnas tre olika typer: med fast, med lös och utan motsvarande tolk för invändigt mått. Såväl tolkar som hakmått utförs även som tolerans- eller gränsmått, det vill säga att instrumentets mått görs något större (plusmått), eller mindre (minusmått), än det verkliga måttet, beroende på ändamålet för instrumentets användning. I stället för cylindertolkar av stora dimensioner, vilka skulle bli svårhanterliga, använder man sig av fixa stickmått, såväl normala som plus- och minusmått.
Till mätverktyg med variabla mått hör: stickmått, skjutmått, djupmått med flera, alla konstruerade enligt skjutprincipen, det vill säga att måttet innehålls mellan en fast del på skalan och en rörlig löpare. Stickmått används för invändiga mått, skjutmått för såväl invändiga, medelst ena paret av spetsar, som utvändiga, medelst andra paret av spetsar. Djupmått begagnas för mätning av djup i hål och dylikt. Skjutmått finns även kombinerat med djupmått: då en smal tunga vid skalans ytterända tillhör en smal stång, som är fäst vid löparen och med vars hjälp djupet kan avläsas. Alla dessa instrument utförs även med nonie. För ännu finare mätningar, än man kan läsa av med nonie, används mikrometer.
Klinkor används för mätning av efter vissa system standardiserade material, såsom tråd och plåt , släta och gängade bultar, skruvar samt muttrar. Med en klinka kan bultdiametern avläsas med hjälp av en hake och kärndiametern läsas av med hjälp av hålen hos en gängad bult. Andra klinkor kan vara specialanpassade för samtliga mått för en viss bult och mutter eller för olika nyckelvidder hos en viss serie muttrar. Med gängräknare kan en viss gängas profil och stigning avläsas med hjälp av ett i kanten skuret blad.

### Vinkelavläsning
Ett annat mätverktyg är vinkeln, som förekommer i flera typer alltefter behov:  anslagsvinkel, vinkelhake och sexkantvinkel samt bänkvinkel (platt, utan anslag). Två typer av så kallade vinkelmått finns, dels den så kallade universalvinkeln, med vilken olika gradinställningar kan göras, samt den så kallade mittsökaren, som användes för att bestämma centrum av till exempel en axelända (kallas även för centreringsvinkel). Geringsvinkeln eller ”smygen” ställs i viss vinkel för olika hopskärningar, så kallade geringar.

## Kontroll och måttsatser

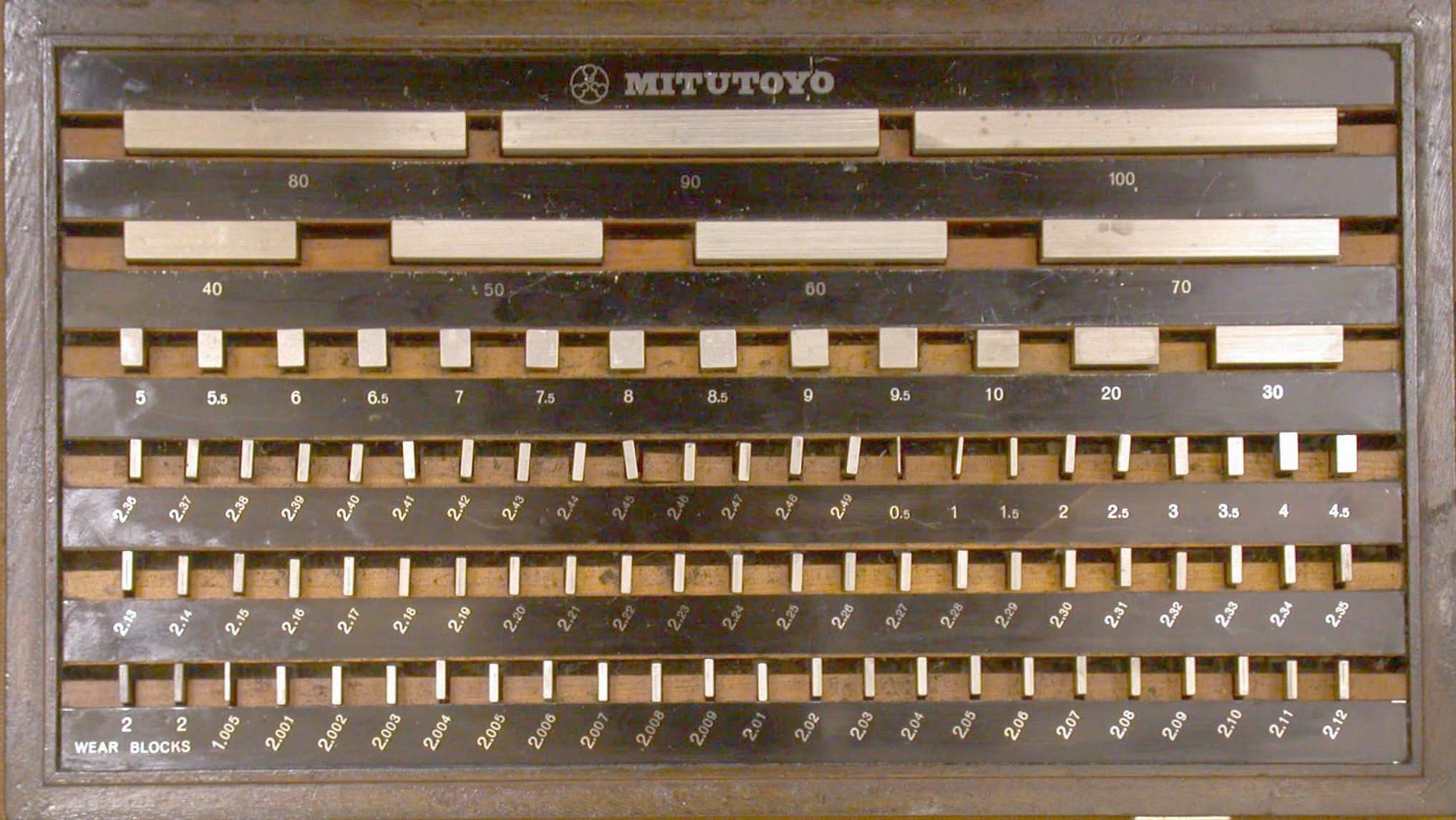
En uppsättning av passbitar. Satsen på bilden kan genom olika kombinationer klara tusendelssteg (0,001) från 4 mm.

Alla mätverktyg utsätts för en viss slitning, varför de tid efter annan måste kontrolleras. Då används antingen en precisionsmätningsmaskin eller någon standardmåttsats. Det senare utgörs av en samling mycket noga utförda passbitar, som innehåller såväl verkliga måttet som toleransen och den tillåtna slitningen. Såväl precisionsmätningsmaskinen som måttsatsen är dyrbara investeringar. Därför har man, i stället för att hålla ett standardmått för varje mått och varje tolerans (och slitning), ordnat vissa måttenheter i serier efter olika behov till så kallade kombinationsmåttsatser, så att varje måttdifferens inom denna serie kan erhållas.

## Överföring av mått
För att kunna överföra mått till exempel från en ritning till arbetsstycket måste man använda sig av vissa hjälpmedel, till exempel planskiva, rätskiva, linjal, ritskubb. I en del andra fall, till exempel vid uppsättningsarbeten, får man använda även libellen eller vattenpasset och sänklodet.